# Тверской округ
Тверской округ — административно-территориальная единица Московской области, существовавшая в 1929—1930 годах.
Тверской округ был образован в 12 июля 1929 года. В его состав вошли следующие территории:
- Из бывшей Тверской губернии
  - Тверской уезд без Ильгощинского, Волосковского и Афатовского сельсоветов Ильгощинской волости; Боровского, Калицынского, Мазловского, Федосовского сельсоветов Микулинской волости; Микулинского сельсовета той же волости (кроме селений Большое Бесково, Галкино и Нешарово)
  - из Бежецкого уезда Заклинский и Иваньковский сельсоветы Моркиногорской волости; Диевский сельсовет Киверичской волости; Заручьевский сельсовет и селения Волхово, Спорное (Выселок), Плоское, Воротилово, Хмелевка, Селы, Бояриха, Ново-Каликино, Новое, хутора: Старожилка, Малые Осинки, Зяблицы, Мякишевы Горы, Юрьевка, Дубниха, Чахлово и Юрьевец Трестенского сельсовета Трестенской волости
  - Вышневолоцкий уезд без Михайловской волости; Подусовского, Столоповского, Раевского, Ручковского, Ворожебского, Столбинского, Покровского и Паулинского сельсоветов Брусовской волости; Петровского, Боровского и Винжинского сельсоветов Козловской волости; селений Береговое Козловского сельсовета и Данилково Овинниковского сельсовета той же волости; Язовецкого, Телятниковского и Мущелянского сельсоветов Парьевской волости; Хмелевского сельсвоета той же волости (кроме селений Сальниково, Высокуша, Белавино, Брындино и Хмелевка); Пухлиногорского и Становского сельсоветов Кузнецовской волости
  - Новоторжский уезд кроме 4 волостей
  - из Кимрского уезда селения Петровское, Заречье и Остров Петровско-озерского сельсовета Горицкой волости
- Из бывшей Московской губернии
  - из Клинского уезда Фофановская, Васильевская и Зеленцынская волости; Свердловская волость без совхоза Карачарово; селения Глинище, Вараксино, Мокшино, Ельдино, Кабаново, Подгорка, Штаково, Павлюково, Шорново, Высоково, Завидово и Концово Завидовской волости

Центром округа был назначен город Тверь.
Округ был разделён на 12 районов:
- Вышневолоцкий,
- Емельяновский,
- Есеновский,
- Завидовский,
- Лихославльский,
- Новоторжский,
- Рамешковский,
- Спировский,
- Тверской,
- Толмачевский,
- Тургиновский,
- Удомельский.

23 июля 1930 года Тверской округ, как и большинство остальных округов СССР, был упразднён. Его районы отошли в прямое подчинение Московской области (Постановление ЦИК Союза ССР) (Собрание законов и распоряжений Рабоче-крестьянского Правительства СССР. I отдел. № 37 от 8 августа 1930 г. — ст. 400).